# Per-Eric Haglund
Per Erik (Per-Eric) Gunnar Haglund, född 23 maj 1920 i Skara församling i Skaraborgs län, död 17 april 2009 i Enköpings församling i Uppsala län, var en svensk militär.

## Biografi
Haglund avlade studentexamen 1940 och officersexamen vid Krigsskolan 1944, varpå han samma år utnämndes till fänrik i armén. Han avlade tygofficersexamen 1960 och var biträdande stabstygofficerare i Boden 1961–1967 och sektionschef i Arméförvaltningen 1967–1968. Han var tygofficer i Västra militärområdet 1968–1969 och i Östra militärområdet 1969–1971, varpå han var tygmästare i Östra militärområdet 1971–1975. Åren 1975–1980 var han chef för Försvarets intendentkår. Han pensionerades från Försvarsmakten 1980 med grad av överste av första graden.
Per-Eric Haglund var president i Kungshamns rotaryklubb 1985–1986 och nämndeman i Uddevalla tingsrätt 1986–1994.